# بوستون پابلیک
بوستون پابلیک (انگلیسی: Boston Public) یک مجموعهٔ تلویزیونی درام آمریکایی است که توسط دیوید ای کلی ساخته شده‌است. این مجموعه از یک گروه بازیگر تشکیل شده‌است و بر کار و زندگی خصوصی معلمان، دانش آموزان و مدیران مختلف در مدرسه تمرکز دارند. این مجموعه از سال ۲۰۰۰ تا ۲۰۰۴ در شبکهٔ فاکس پخش شد.